# Nikitin-Schewtschenko IS-1
Die Nikitin-Schewtschenko IS-1 war ein Doppeldecker-Jagdflugzeug, das im Jahre 1940 in der Sowjetunion von den Konstrukteuren Wassili Wassiljewitsch Nikitin und Wladimir Wassiljewitsch Schewtschenko entworfen wurde. Das besondere Merkmal dieses Typs war ein pneumatischer Mechanismus, mit dem die untere der beiden Tragflächen im Flug ein- und ausgefahren werden und das Flugzeug somit vom Doppel- zum Eindecker umfunktioniert werden konnte.

## Geschichte
Das Grundkonzept des sog. Istrebitel Skladnoi (etwa: „Zusammenklappbarer Jäger“), eines Jagdflugzeugs, das während des Fluges von einem Doppel- zu einem Eindecker umfunktioniert werden kann, geht ursprünglich auf Wladimir Wassiljewitsch Schewtschenko zurück. Dieser hatte zu Anfang der 1930er-Jahre – damals noch im Konstruktionsbüro von Tupolew – erfolgreich Proben an einem modifizierten Tupolew-I-4-Doppeldecker, bei dem die unteren Tragflächen entfernt wurden, absolviert. Dabei stieg die Höchstgeschwindigkeit deutlich an, wobei gleichzeitig die zum Start und zur Landung benötigte Länge größer wurde. Schewtschenko kam dabei erstmals die Idee, ein Flugzeug zu konstruieren, das im Flug seine Flügelkonfiguration ändern könnte. Durch diese Möglichkeit hoffte man, die besseren Start-, Lande- und Manövrier-Eigenschaften eines Doppeldeckers mit der hohen Geschwindigkeit und Modernität eines Eindeckers zu verbinden. Insbesondere war es das erklärte Ziel Schewtschenkos, einer bei der Umrüstung der sowjetischen Luftstreitkräfte auf moderne Eindecker unvermeidlichen Verlängerung der Start- und Landebahnen durch die Konstruktion eines Typs, der die besten Eigenschaften beider Flügelkonfigurationen verbindet, aus dem Wege zu gehen.
Gemeinsam mit Wassili Wassiljewitsch Nikitin setzte Schewtschenko seine Grundidee mit dem Entwurf eines Ganzmetall-Doppeldeckers mit einem pneumatisch einziehbaren Fahrwerk und unterschiedlich weiten Tragflächen, von denen die kleinere untere ebenfalls pneumatisch in eine dafür vorgesehene Mulde im Bug eingefahren werden konnte. Die obere Tragfläche hatte dabei eine Möwenflügel-Form, ähnlich den Typen PZL P.7 oder Loire 46. Viele Elemente des Rumpfs entnahm man der Konstruktion Polikarpow I-153, um einerseits den Bau des Prototyps, andererseits auch die spätere Serienproduktion zu beschleunigen. Den Antrieb lieferte ein 900 PS starker Schwezow-M-63-Sternmotor. Es wurde eine Bewaffnung von vier 7,62-mm-SchKAS-Maschinengewehren eingebaut. Die Konstruktion erhielt die Bezeichnung IS-1 (Istrebitel Skladnoi 1). Über das Datum des Erstflugs gibt es in der Literatur unterschiedliche Angaben, die vom 29. Mai 1940 bis zum 6. November 1940 reichen. Fakt ist, dass zunächst einige Flüge in reiner Doppeldecker-Konfiguration stattfanden, worauf etwa einen Monat später erstmals die untere Tragfläche eingeklappt wurde.
Schon bei den ersten Flugtests zeigte sich, dass die untere Tragfläche innerhalb von 7 bis 10 Sekunden eingefahren werden konnte, die Idee von Schewtschenko also erfolgreich umgesetzt werden konnte. Die Höchstgeschwindigkeit in der Doppeldecker-Konfiguration betrug etwa 150 km/h weniger als in Eindecker-Konfiguration, in der sie bei 453 km/h lag.
Es wurde allerdings nach den Tests kein weiterer Prototyp gebaut. Stattdessen mündete die Konstruktion in den weiterentwickelten Typ Nikitin-Schewtschenko IS-2, der bereits als Vorbild für die geplante Serienproduktion gedacht war.

## Technische Daten
| Kenngröße             | Daten |
| --------------------- | --- |
| Besatzung             | 1 |
| Passagiere            | |
| Länge                 | 6,79 m |
| Spannweite            | 8,60 m (obere Tragfläche) 7,62 (untere Tragfläche)                                                                                                   |
| Höhe                  | 2,74 m |
| Flügelfläche          | 20,8 m² (beide Tragflächen) bzw. 13,0 m² (untere Tragfläche eingeklappt)                                                                             |
| Flügelstreckung       | |
| Nutzlast              | ? kg |
| Leermasse             | 1400 kg |
| Startmasse            | 2300 kg |
| Höchstgeschwindigkeit | 453 km/h auf 4900 m Flughöhe in Eindecker-Konfiguration 400 km/h auf Bodenhöhe in Eindecker-Konfiguration ca. 300 km/h in Doppeldecker-Konfiguration |
| Steigrate             | 610 m/min bzw. 10,16 m/s |
| Dienstgipfelhöhe      | 8800 m |
| Reichweite            | 600 km |
| Triebwerke            | ein 9-Zylinder-Sternmotor Schwezow M-63; 900 PS |
| Bewaffnung            | vier 7,62-mm-SchKAS-MG |